# Erich Homburg
Erich Homburg (* 2. Oktober 1886 in Rosenthal im Kreis Habelschwerdt, Provinz Schlesien; † 4. Juli 1954 in Wiesbaden) war ein deutscher Offizier, zuletzt Generalleutnant der Luftwaffe im Zweiten Weltkrieg und Träger des Militärordens Pour le Mérite.

## Leben
Homburg trat vor Beginn des Ersten Weltkrieges in die Preußische Armee ein. Er kämpfte im Krieg und wechselte zur Luftwaffe. Für seine Leistungen wurden ihm mehrere Auszeichnungen verliehen. Nach dem Krieg wurde er aus dem Militärdienst entlassen. Die folgenden Jahre arbeitete er in der zivilen Luftfahrt.
Mit der Gründung der deutschen Wehrmacht wechselte Homburg wieder zur neu errichteten Luftwaffe. 1942 wirkte er als Kommandeur der Technischen Brigade Mineralöl (TBM) im Süden der Ostfront hinter der kämpfenden Truppe, um die kaukasischen Ölquellen bei Maikop, Grosny und Baku unverzüglich wieder in Gang zu setzen.

## Auszeichnungen
- Eisernes Kreuz (1914) II. und I. Klasse
- Preußisches Flugzeugbeobachter-Abzeichen
- Ritterkreuz des Königlichen Hausordens von Hohenzollern mit Schwertern am 20. Oktober 1916
- Pour le Mérite am 13. Oktober 1918